# Cithaeron reimoseri
Cithaeron reimoseri är en spindelart som beskrevs av Norman I. Platnick 1991. Cithaeron reimoseri ingår i släktet Cithaeron och familjen Cithaeronidae.
Artens utbredningsområde är Etiopien. Inga underarter finns listade i Catalogue of Life.